# José de la Tejera
José de la Tejera Farias (León, Guanajuato, México; 11 de febrero de 1993), es un futbolista mexicano. Juega como delantero en el Irapuato de la Liga Premier de Ascenso de México.

## Trayectoria
Comenzó jugando con el Atlético San Francisco de la Tercera División de México en donde anotó cinco goles en 29 partidos en la temporada 2008-09; en enero de 2010 jugó con los Zapateros Garra Leonesa registrando 15 partidos y un solo gol; la temporada 2010-11 jugó con Unión León, terminó con 11 goles en 27 partidos.
Para la temporada 2011-12 de la Tejera se fue a Estados Unidos a jugar el U.S. Soccer Development Academy con el equipo sub 17/18 del FC Dallas; a lo largo de la temporada registró un total de 14 goles en 26 partidos jugados. En julio de 2012 jugó el partido de la final, Dallas estaba perdiendo en contra de Vancouver Whitecaps por marcador de 2-1 en el primer tiempo, para la segunda parte, Tejera entró de cambio y a los minutos 69' y 84' anotó los dos goles con los que su equipo ganó el encuentro y se coronó campeón del torneo. Participó en la edición 2012 de la Dallas Cup, jugó en la derrota en contra de Manchester United FC (2:0) y en las victorias contra Tigres de la UANL (0:1) y Santa Clara Sporting (0:3), de la Tejera no anotó gol en ningún partido y el Dallas quedó eliminado de la copa.
En enero de 2013 regresó a México a jugar con el equipo sub-20 del Club Santos Laguna. En febrero fue convocado para participar en el Torneo de Viareggio. El 24 de septiembre debutó con el primer equipo en un partido de la Copa México en contra de Tigres de la UANL, entró al minutó 88 en lugar de Mario Cárdenas, el partido terminó con victoria de Santos por marcador de 3-2. El 30 de noviembre Santos venció de visitante por marcador de 0-1 al Club León en el Estadio León y así se coronó campeón del Torneo Apertura 2013 Sub-20.
El 10 de abril de 2014, debutó en la Copa Libertadores de América en el último partido de la fase de grupos en contra del Arsenal Fútbol Club, el resultado fue de 3-0 a favor del equipo argentino.

## Palmarés

### Campeonatos nacionales
| Título                            | Equipo               | Sede           | Año     |
| --------------------------------- | -------------------- | -------------- | ------- |
| U.S. Soccer Development Academy   | FC Dallas sub-18     | Estados Unidos | 2011-12 |
| Primera División de México Sub-20 | Santos Laguna Sub-20 | México         | A-2013  |